# Monumento das Castanheiras Mortas
As Castanheiras de Eldorado do Carajás, mais conhecidas como Monumento das Castanheiras Mortas, é um conjunto monumental erguido na "curva do S" da BR-155 na cidade de Eldorado do Carajás, no sudeste do estado do Pará, no Brasil.
O conjunto compunha-se de 19 castanheiras queimadas erguidas no formato de um mapa do Brasil, uma placa com o nome dos 19 trabalhadores rurais mortos e do Museu Casa da Memória, além de equipamentos de uso comum. Em 2021, somente duas das 19 castanheiras originais continuavam erguidas.

Em 17 de abril de 2019 o monumento e a curva do S da BR-155 foram declarados Patrimônio Histórico e Cultural do Estado do Pará, após a aprovação da proposta do deputado Dirceu Ten Caten (PT).

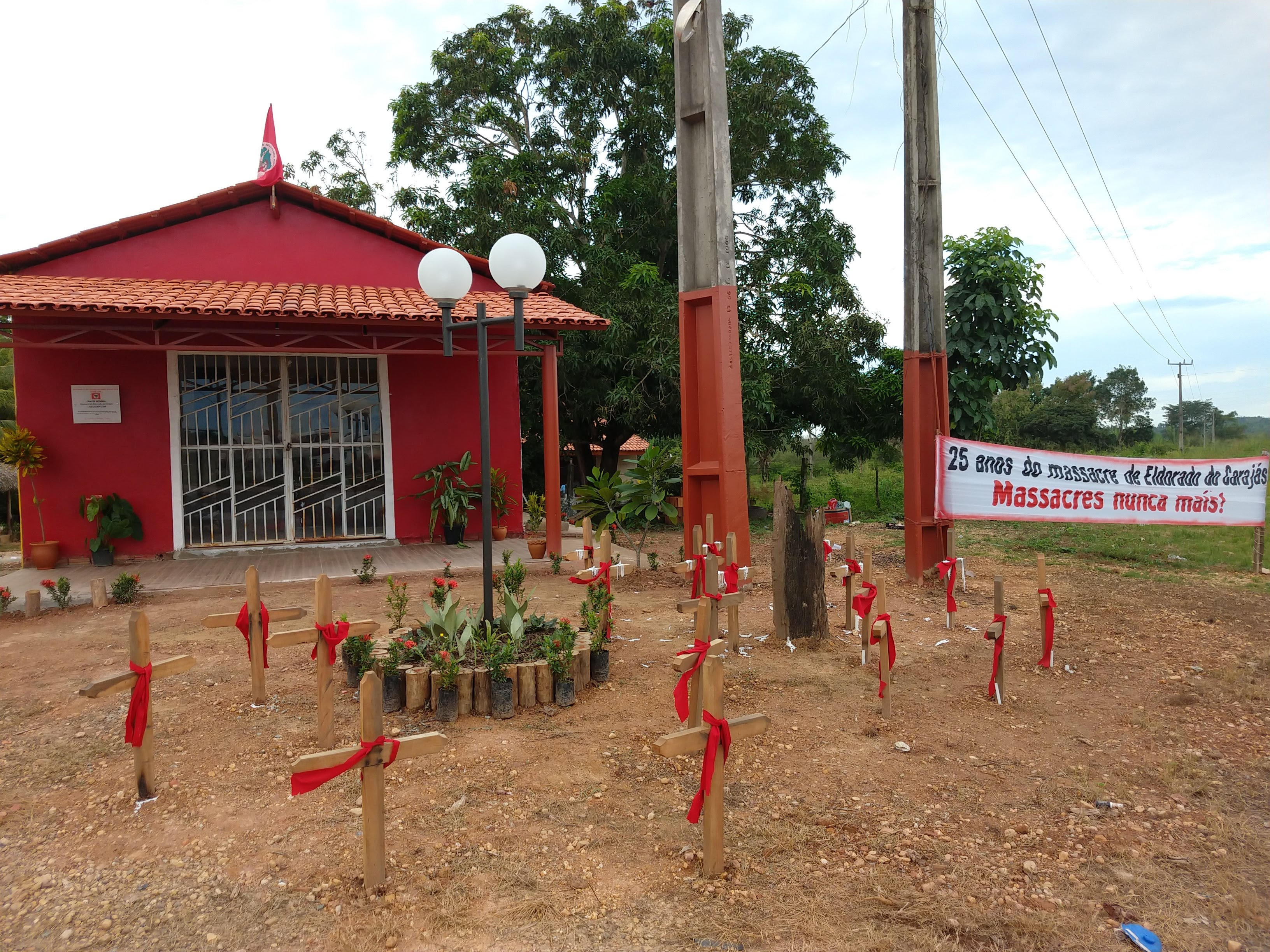
O Museu Casa da Memória guarda as informações da luta pela reforma agrária no sul do Pará e serve como memorial do Massacre de Eldorado do Carajás. Na data do registro fotográfico (2021), homenagens haviam sido feitas com cruzes e faixas vermelhas em alusão aos 25 anos do massacre.

## Histórico
Após a vandalização do Monumento Eldorado Memória, em setembro de 1996, que havia sido erguido poucos dias antes, os trabalhadores rurais da região buscaram pensar em uma maneira de erguer um novo memorial em alusão ao massacre de Eldorado do Carajás.
Assim, em 1999, as lideranças do Movimento dos Trabalhadores Rurais Sem Terra (MST) do sul do Pará resolveram convidar o dramaturgo anglo-brasileiro Dan Baron Cohen para pensar num novo monumento a ser erguido em Eldorado, no local do massacre.
Cohen concebeu o monumento após consultas aos trabalhadores rurais do Assentamento 17 de Abril, criado após o massacre; os colonos lhe sugeriram uma árvore castanheira, típica da região do massacre, espécie que está sob risco de extinção justamente pela pressão da agropecuária de latifúndio. Esta correlação de significados de extinção pela causa comum veio a calhar com seu objetivo.
Uma assembleia foi convocada com todos os trabalhadores rurais, formando um "tribunal", onde ficou definido o conceito do monumento, como uma "paisagem de castanheiras queimadas e mutiladas, violadas e cheias de cicatrizes".
Nos dias anteriores às manifestações pelos 3 anos do massacre, 19 árvores mortas, uma para cada vítima, foram encontradas e dispostas, formando o contorno do mapa do Brasil.
Em 17 de abril de 1999 cerca de oitocentos sobreviventes ergueram, sob a coordenação de Cohen, um monumento. O trabalho foi denominado de "As Castanheiras de Eldorado do Carajás".
No ano de 2017, apenas 7 das 19 castanheiras permaneciam de pé, com o monumento estando muito degradado tanto pela falta de manutenção adequada por parte da prefeitura de Eldorado (após o tombamento, em 2019, passou para a responsabilidade do governo do estado do Pará) quanto pela ação natural do tempo. Em abril de 2025 não havia mais nenhuma castanheira erguida, com o monumento totalmente degradado.